# Самосатский, Александр Алексеевич
Александр Алексеевич Самосатский (1845-1939) — российский химик, создатель солеваренного завода в Усолье и первого отечественного предприятия по производству соды "Любимов, Сольве и Ко".

## Биография
Александр Алексеевич Самосатский родился 23 апреля 1845 года в Казани в семье священника. Окончил физико-математический факультет Казанского университета. В 1869 году получил степень кандидата естественных наук.
В 1871 году Самосатский приезжает в Усолье по приглашению пермского промышленника  Ивана Любимова, где руководит созданием солеваренного производства.
До 1917 года Александр Самосатский управляет солеваренным и содовым заводами.
После Октябрьской революции проживает в Перми. За создание предприятия по производству соды ему назначается персональная пенсия советского правительства. Умер в 1939 году.

## Семья
Супруга – Варвара Евграфовна Бенескриптова, родилась в Санкт-Петербурге 26 ноября 1848 года в семье священника Евграфа Афанасьевича Бенескриптова.
Дочь -  Евгения,  родилась 31 июля 1874 года,  вышла замуж за доктора Леопольда Райнгольдолвича Штюрмера, работавшего в Усолье.
Внуки- Борис и Вера Штюрмеры.

## Труды
- Об отношении альдегидов к водороду, 1869[4].